# Manuel Castro Molina
Manuel Castro Molina (Chauchina, 1906 - Alicante, 1939) fue un funcionario y político socialista español, militante del Partido Socialista Obrero Español que residió la mayor parte de su vida en Córdoba y fue ejecutado al acabar la guerra civil. 

## Biografía
Nació en la localidad granadina de Chauchina en 1906, fue dirigente de las Juventudes Socialistas y más adelante participaría en la unificación  de las mismas con los comunistas en la nueva organización Juventudes Socialistas Unificadas. Funcionario de profesión, desde finales de la década de 1920 estuvo destinado en la provincia de Córdoba. Acusado en el seno del PSOE de su proximidad a las tesis más radicales y de haber llamado traidores a los seguidores de Indalecio Prieto, su compañero de partido, Francisco Copado Moyano, lo defendió en el Congreso Provincial del Partido Socialista cordobés celebrado el 20 de junio de 1936. 
En las elecciones generales de 1933 fue candidato socialista por la circunscripción electoral de la provincia de Córdoba, no siendo elegido. En las de 1936, dentro de las candidatura del Frente Popular, obtuvo el escaño por Córdoba. En esta época llegó a editar un semanario socialista, La Tribuna. Fue el último secretario general de la Agrupación Socialista de Córdoba antes de la guerra.
El 18 de julio de 1936, al tiempo de producirse el golpe de Estado que dio lugar a la Guerra Civil, cuando  el coronel Ciriaco Cascajo se sublevó en Córdoba, Manuel Castro se trasladó a la sede del gobierno civil para disuadir al gobernador civil, Antonio Rodríguez de León, de la entrega del cargo a los insurrectos, encontrándose allí presentes en esos momentos el diputado socialista Vicente Martín Romera, el alcalde cordobés Manuel Sánchez Badajoz y el presidente de la Diputación de Córdoba, José Guerra Lozano. Sin embargo, los sublevados pudieron reducir con relativa facilidad su resistencia.
Manuel Castro pudo escapar del edificio gubernamental antes de que entrasen las tropas sublevadas, manteniéndose escondido en Córdoba hasta diciembre de 1936, momento en el que pudo pasar a la zona controlada por el gobierno de la República. Ya en zona republicana, avanzada la contienda pasó a formar parte del comisariado político del Ejército Popular de la República, ejerciendo como comisario de la 73.ª Brigada Mixta y, posteriormente, de la 19.ª División. Según el historiador Francisco Moreno Gómez, a comienzos de 1939 era comisario del Ejército de Extremadura. Con el devenir del conflicto, marchó en la retirada de las tropas republicanas en 1939, encontrándose en el puerto de Alicante al día que finalizó el conflicto. Capturado por los franquistas, fue ejecutado sin juicio alguno y semanas más tarde apareció su cuerpo.